# Жуалиой
Жуалио́й (каз. Жуалыой) — село у складі Жангалинського району Західноказахстанської області Казахстану. Входить до складу Жанаказанського сільського округу.
Населення — 333 особи (2021; 626 у 2009, 497 у 1999, 458 у 1989).